# Renato Barbieri
Pour les articles homonymes, voir Barbieri.
Renato Barbieri, né le 15 janvier 1903 à Livourne et mort le 11 novembre 1980, est un rameur d'aviron italien.

## Carrière
Renato Barbieri participe aux Jeux olympiques de 1932 à Los Angeles. Il remporte la médaille d'argnt en huit, avec Vittorio Cioni, Mario Balleri, Renato Bracci, Dino Barsotti, Roberto Vestrini, Guglielmo Del Bimbo, Enrico Garzelli et Cesare Milani.